# 𥕟磘
磘，是臺灣彰化縣二林鎮的一個傳統地域名稱，位於該鎮東南部。相較於今日行政區，其範圍大致包括復豐里、東華里。

## 歷史
台灣清治末期至日治初期，磘地區為一街庄，稱為「磘庄」，隸屬於深耕堡。該庄西北及北與丈八斗庄為鄰，東北與崙仔庄為鄰，東與小埔心庄為鄰，東南邊為大湖厝庄為鄰，南邊為五庄仔庄，西南邊為面前厝庄。
1901年（日治明治三十四年）11月，全台廢縣廳改設二十廳，該庄隸屬於彰化廳。1903年（明治三十六年）6月，該庄編入「二林區」，隸屬於彰化廳。1909年（明治四十二年）10月，合併二十廳為十二廳，二林區改隸屬於臺中廳。1920年（大正九年），廢廳、支廳、區、街庄（舊制）改設州、郡、街庄（新制）、大字，該庄改制為「磘」大字，隸屬於臺中州北斗郡二林庄。1937年，二林庄升格為二林街。
戰後二林街改制為二林鎮，隸屬於臺中縣，大字亦改制為里，東磘稱為東華里；西磘稱為復豐里。1950年10月，中、彰、投分治，二林鎮改隸屬彰化縣。

## 聚落
磘庄發展較早的聚落有磘、過溝仔、番仔厝等，在日治期初期的官方地圖上已有記載。此外，本地區尚有砂崙腳、上西庄、下西庄、七戶、五戶、二戶、大人庄、下頭竹圍、會社、瓦窯、試驗場、下江西店、湖底等聚落。

## 交通
縣道150號（斗苑路一段）是芳苑至南投的道路，大致以西北西—東南東走向經過本地區北部邊界地帶。由該道路向西北西轉可前往二林市區、芳苑並止於省道台17線路口，向東南東可前往埤頭、國道1號北斗交流道、北斗、田中、名間西北部、南投等地。
鄉道彰127線（原竹路）是頂後厝至新莊的道路，大致以北北西—南南東走向由本地區北部邊界西側入境後，經鄉道彰143線終點路口後續行再轉南，於本地區南部邊界西側經鄉道彰178線右側路口與其共線並出境。由該道路向北北西可前往丈八斗東部的橋子頭聚落、大排沙、萬合、舊趙甲西部的頂後厝聚落並止於縣道143號路口，向南經五庄子後獨行可前往樹子腳西北端、樹子腳與竹塘交界地帶、竹塘東南部、竹塘與番子寮交界地帶、番子寮與下溪墘交界地帶並止於新庄聚落的田頭堤防道路路口。
鄉道彰134線（中農路）是塗人厝至𥕟磘的道路，其東側端點位於本地區西北部的鄉道彰127線路口。由此向西北順路轉西南再轉南南西再轉西北西出境後，可前往丈八斗南部、犁頭厝東北部的塗人厝聚落並止於鄉道彰171線路口。
鄉道彰136線（東西路）是西莊子至埤頭的道路，其西側端點位於本地區北部邊界東側的縣道150號路口。由此向北出境後可前往丈八斗與崙子交界地帶、崙子南部並止於鄉道彰137線路口。
鄉道彰178線（文昌路、竹五路）是洲子至大灣的道路，大致以西南西—東北東走向到達本地區南部邊界西側的鄉道彰127線路口後轉南與其共線並出境。由該道路向西南西可前往面前厝西部的洲子聚落並止於鄉道彰175線路口，向南轉南南東經五庄子聚落後獨行可前往五庄子與樹子腳交界地帶並止於縣道152號路口（大灣聚落東北郊）。